# Euknemoplia semisulphurea
Euknemoplia semisulphurea är en skalbaggsart som beskrevs av Leon Fairmaire 1899. Euknemoplia semisulphurea ingår i släktet Euknemoplia och familjen Melolonthidae. Inga underarter finns listade i Catalogue of Life.